# Ratpenat frugívor de Bogotà
El ratpenat frugívor de Bogotà (Dermanura bogotensis) és una espècie de ratpenat de la família dels fil·lostòmids. Viu a altituds d'entre 100 i 2.600 msnm a Colòmbia, Guyana, el Perú, Surinam i Veneçuela. Els seus hàbitats naturals són els boscos montans ben conservats de les serralades central i oriental de Colòmbia i els boscos de plana propers a les sabanes de la Guyana, Surinam i el nord-est del Perú. És una espècie en risc mínim, és a dir, no sembla que hi hagi cap amenaça significativa per a la seva supervivència. Anteriorment era considerat una subespècie del ratpenat frugívor glauc (D. glauca).